# Krajno (gromada)
Krajno – dawna gromada, czyli najmniejsza jednostka podziału terytorialnego Polskiej Rzeczypospolitej Ludowej w latach 1954–1972.
Gromady, z gromadzkimi radami narodowymi (GRN) jako organami władzy najniższego stopnia na wsi, funkcjonowały od reformy reorganizującej administrację wiejską przeprowadzonej jesienią 1954 do momentu ich zniesienia z dniem 1 stycznia 1973, tym samym wypierając organizację gminną w latach 1954–1972.
Gromadę Krajno z siedzibą GRN w Krajnie (obecnie są to trzy wsie: Krajno Pierwsze, Krajno Drugie i Krajno-Zagórze) utworzono – jako jedną z 8759 gromad na obszarze Polski – w powiecie kieleckim w woj. kieleckim, na mocy uchwały nr 13c/54 WRN w Kielcach z dnia 29 września 1954. W skład jednostki weszły obszary dotychczasowych gromad Krajno (bez przysiółka Krajno Zagórze i bez lasów państwowych Nadleśnictwa Święta Katarzyna), Krajno II i Krajno-Parcelanci ze zniesionej gminy Górno oraz Porąbki ze zniesionej gminy Bieliny w tymże powiecie, ponadto lasy Świętokrzyskiego Parku Narodowego, oddziały Nr Nr 164–174 i 189–195. Dla gromady ustalono 24 członków gromadzkiej rady narodowej.
1 stycznia 1969 do gromady Krajno przyłączono obszar zniesionej gromady Święta Katarzyna.
Gromada przetrwała do końca 1972 roku, czyli do kolejnej reformy gminnej.